# 乌特维尔
乌特维尔（法語：Houtteville，法語發音：[utvil]）是法国芒什省的一个旧市镇，属于瑟堡区。2016年，乌特维尔与邻近的4个市镇并入市镇皮科维尔。

## 地理
乌特维尔（49°20'18"N, 1°21'44"W）面积4.51 平方千米，位于法国诺曼底大区芒什省，该省份为法国西北部沿海省份，西、北、东北三面环大西洋，东起顺时针与卡爾瓦多斯省、奧恩省、马耶讷省和伊勒-维莱讷省接壤。
与乌特维尔接壤的市镇（或旧市镇、城区）包括：伯兹维尔-拉巴斯蒂耶、阿普维尔、夸尼、克雷特维尔、杜沃河畔列维尔。

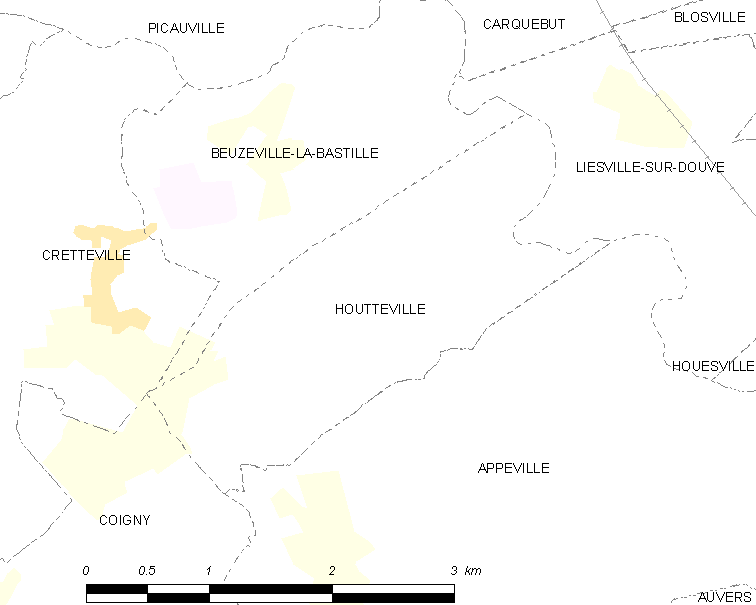
乌特维尔的OSM定位图

乌特维尔的时区为UTC+01:00、UTC+02:00（夏令时）。

## 行政
乌特维尔的邮政编码为50250，INSEE市镇编码为50250。

## 政治
乌特维尔所属的省级选区为卡朗唐莱马赖县。

## 人口

1962-2008年间乌特维尔人口变化图示

乌特维尔于2018年1月1日时的人口数量为72人。